# Giuseppe Lanzone
Giuseppe Lanzone (ur. 12 października 1982 w La Punta) – amerykański wioślarz, reprezentant Stanów Zjednoczonych w wioślarskiej czwórce bez sternika podczas Letnich Igrzysk Olimpijskich w Sydney.

## Osiągnięcia
- Mistrzostwa Świata – Eton 2006 – ósemka – 3. miejsce[1].
- Mistrzostwa Świata – Monachium 2007 – czwórka bez sternika – 8. miejsce[1].
- Igrzyska Olimpijskie – Pekin 2008 – czwórka bez sternika – 9. miejsce[1].
- Mistrzostwa Świata – Poznań 2009 – czwórka bez sternika – 13. miejsce[2].